# Вільям Шерард
Вільям Шерард (англ. William Sherard; 1659—1728) — британський ботанік.

## Життєпис
Вільям Шерард народився 27 лютого (згідно з іншими джерелами, 30 березня) 1659 року в селі Бушбі графства Лестершир у родині Джорджа Шервуда або Шерарда і його другої дружини Мері.
В 1677 році вступив до Оксфордського Коледжу святого Івана. В 1683 році закінчив його зі ступенем бакалавра з цивільного права. З 1686 по 1688 навчався ботаніці в Парижі у Жозефа Піттона де Турнефора, потім протягом року навчався в Лейдені з Паулем Германом. У 1690 році переїхав до Ірландії. У 1694 році Шерард отримав ступінь доктора цивільного права. Кілька років він займався редагуванням і підготовкою до видання рукописів Пауля Германа (Paradisus batavus, 1698). З 1702 до 1716 Вільям був англійським консулом у місті Смірна. В 1717 році повернувся до Лондону, через рік став членом Лондонського королівського товариства.
11 або 12 серпня 1728 року Вільям Шерард помер.
Едмундом Чішуллом у 1728 році були опубліковані «Азійські старожитності» (лат. Antiquitates Asiaticae). Це була колективна праця з історії, до якої були залучені провідні вчені свого часу: Вільям Шерард, Антоніо Пікеніні, Жозеф Піттон де Турнефор та багато інших.

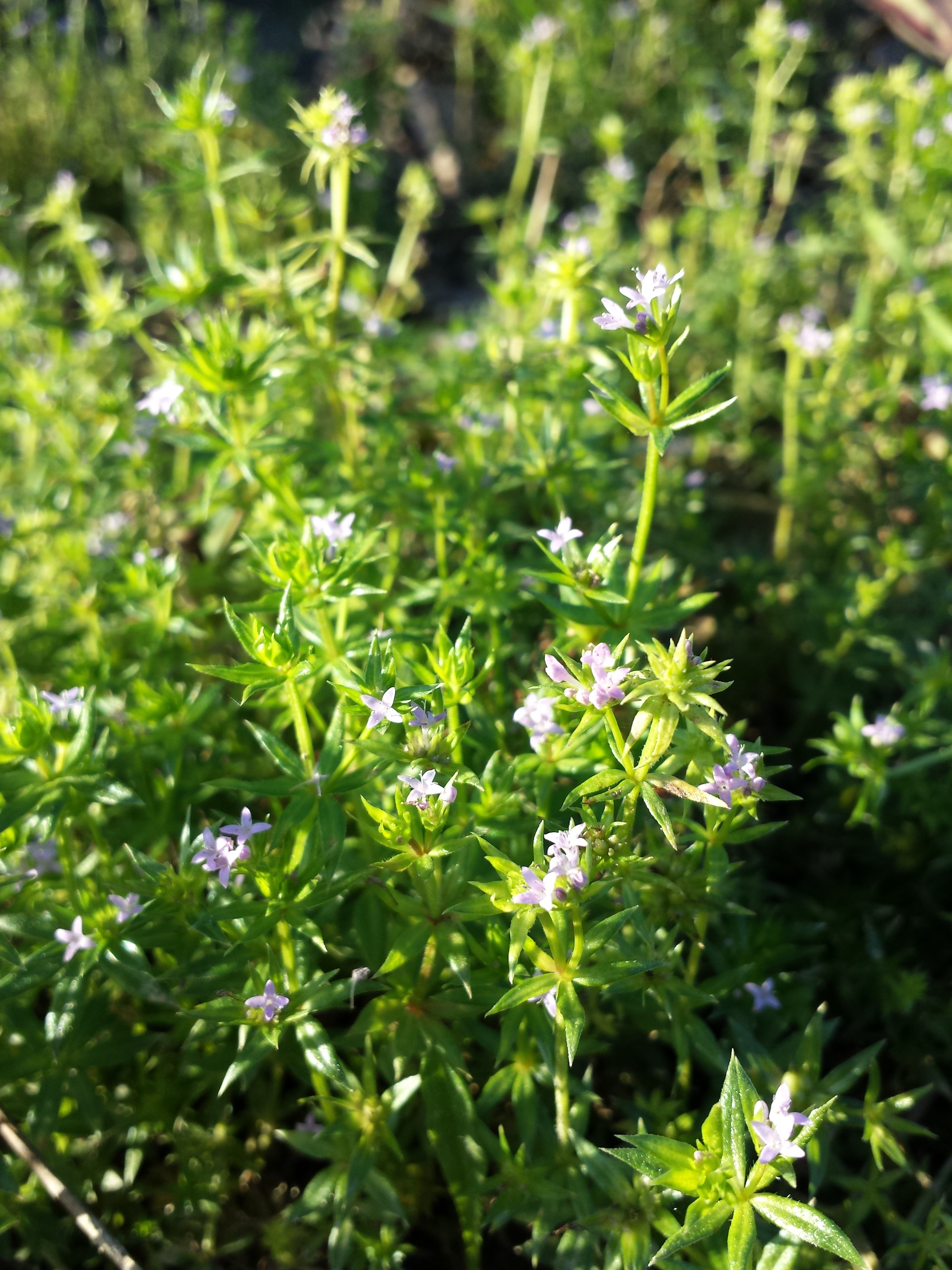
Шерардія польова

## Роди рослин, названі на честь В. Шерарда
- Sherardia Dill. ex L., 1753
- Sherardia Vaill. ex Mill., 1754, nom. illeg. [syn. Stachytarpheta Vahl, 1804, nom. cons.]
- Sherardia Ponted. ex Boehm., 1760, nom. illeg. [syn. Galenia L., 1753]